# 춘천시립도서관
춘천시립도서관은 강원특별자치도 춘천시 소재의 시립도서관으로 1개의 본관과 5개의 분관으로 이루어져있다.

## 연혁
- 1960년 1월 15일 춘천시 옥천동에서 도립도서관으로 개관.
- 1970년 12월 10일 춘천시 이관.
- 2001년 5월 11일 소양정보도서관(현 소양도서관) 개관.
- 2001년 5월 21일 남산도서관 개관.
- 2003년 5월 27일 동내도서관 개관.
- 2005년 11월 16일 신사우도서관 개관.
- 2006년 11월 23일 서면도서관 개관.

## 시설현황
- 3층: 제2자료실
- 2층: 열람실, 회의실
- 1층: 사무실, 어린이실, 정보검색실
- 지하1층: 북카페, 제1자료실, 전기실, 보일러실

## 이용 안내
어린이자료실
- 평일 : 09:00~18:00
- 토/일요일 : 09:00~18:00

제1자료실
- 평일 : 09:00~22:00
- 토/일요일 : 09:00~18:00

제2자료실
- 평일 : 09:00~18:00
- 토/일요일 : 09:00~18:00

정보검색실
- 평일 : 09:00~18:00
- 토/일요일 : 09:00~18:00

열람실
- 하절기 : 07:00~23:00
- 동절기 : 08:00~23:00

휴관일
- 매주 월요일, 국경일, 정부지정 공휴일, 매년 12월 30일~31일 (연말 대청소)

## 갤러리

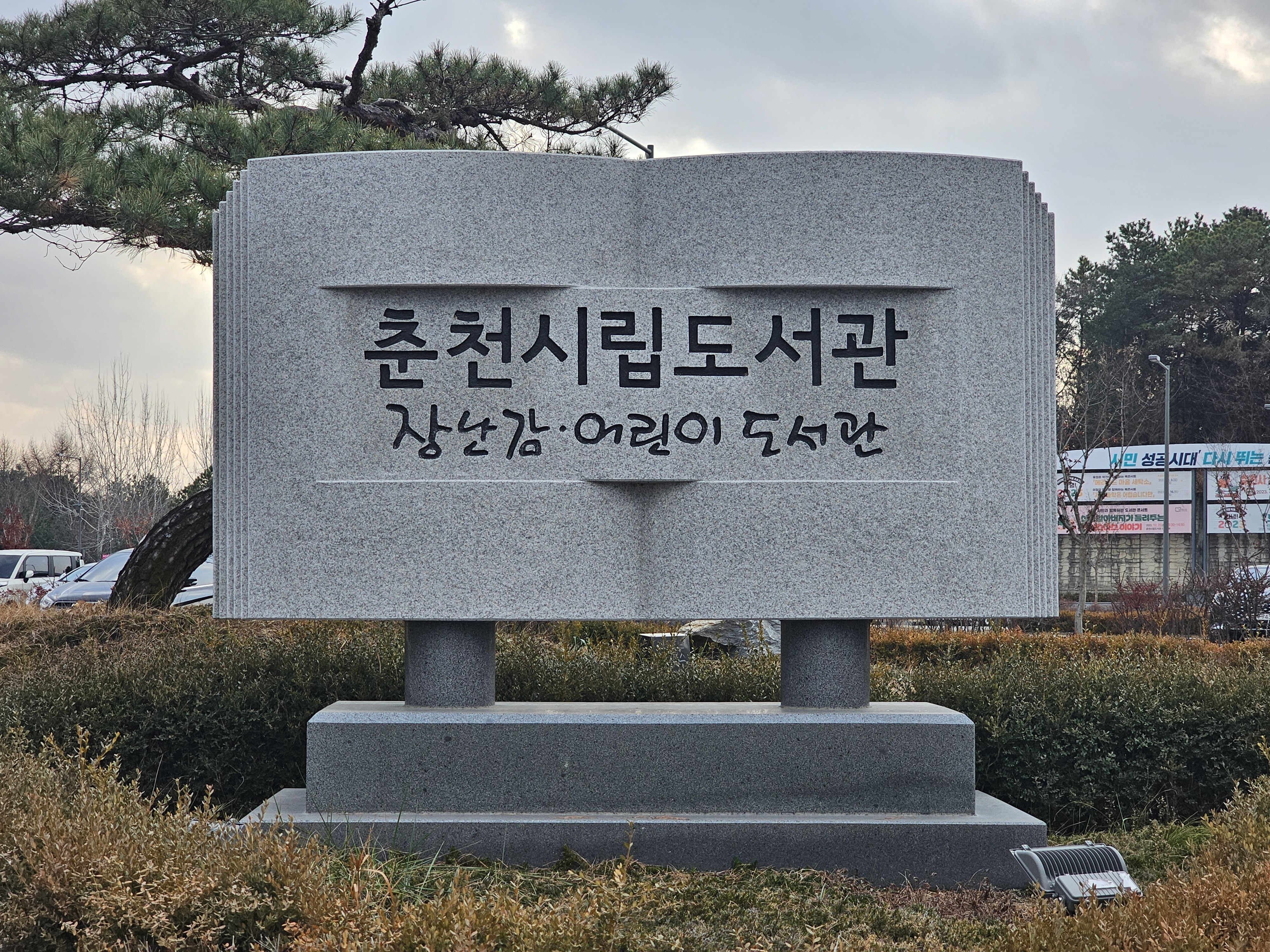
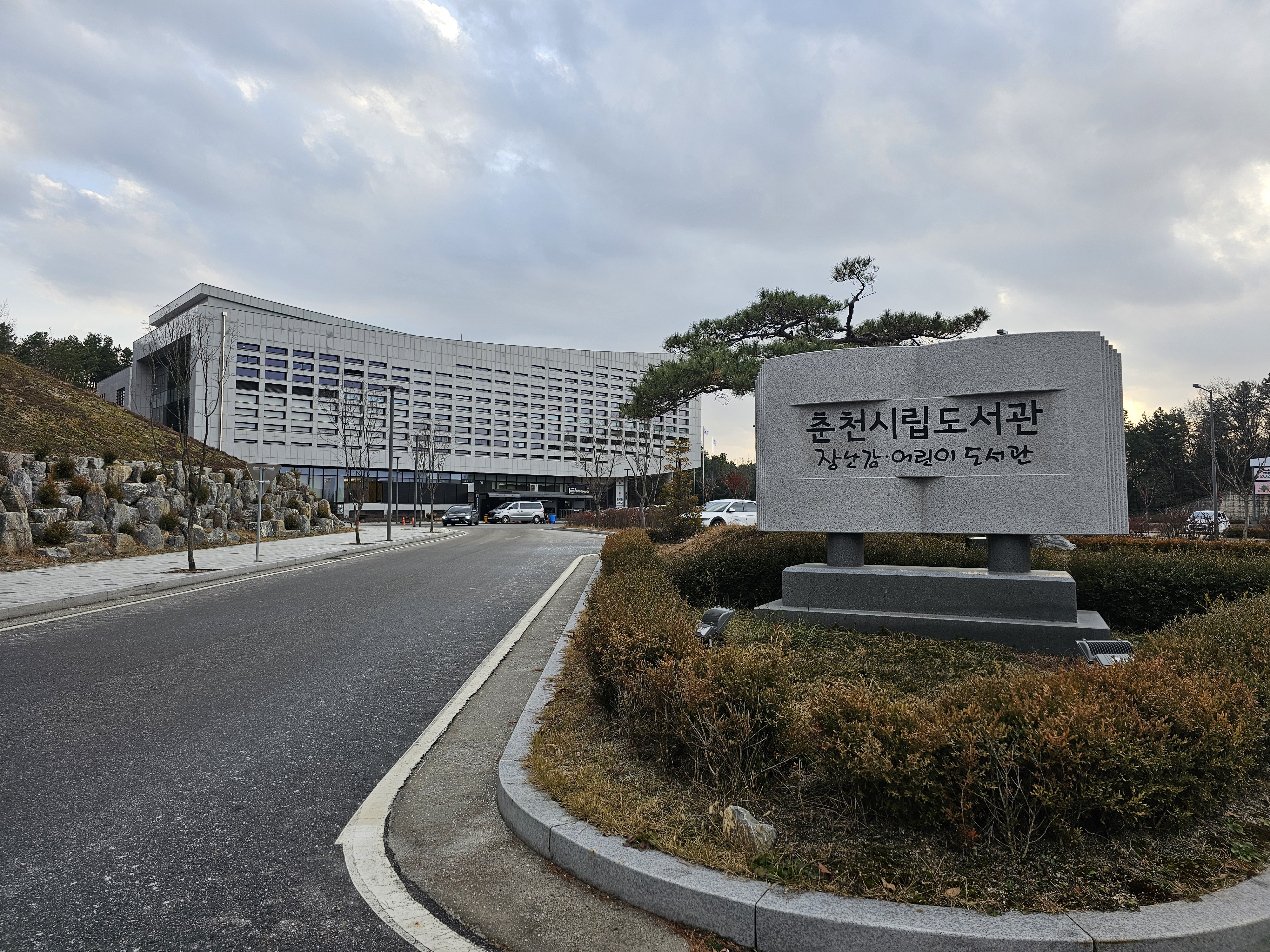
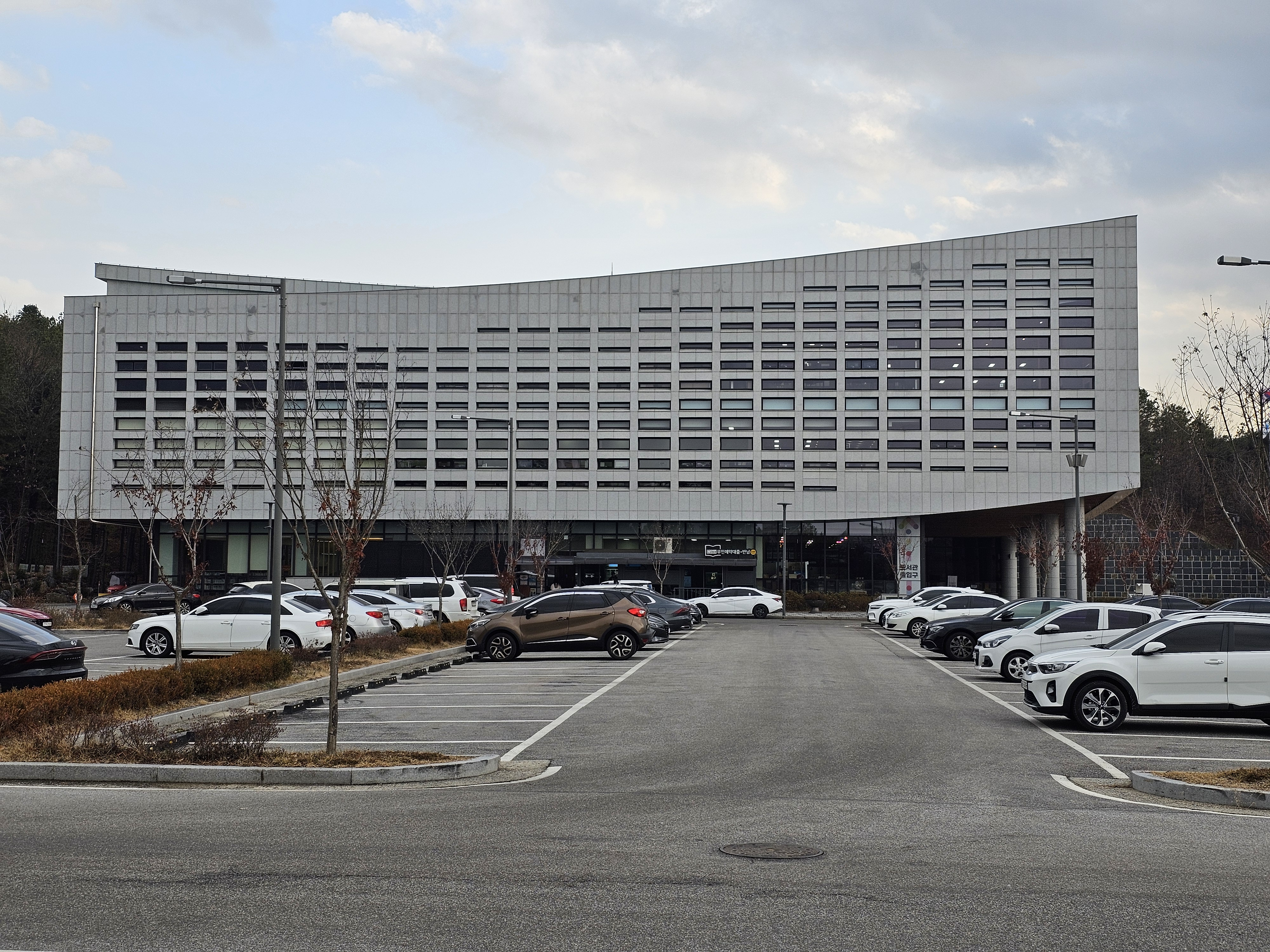